# Пятая Санкт-Петербургская гимназия
Пятая Санкт-Петербургская (Аларчинская) гимназия — среднее учебное заведение в Санкт-Петербурге. Была открыта в 1845 году.

## История
Пятая гимназия была открыта по инициативе попечителя Санкт-Петербургского учебного округа князя Г. П. Волконского. В новой гимназии Волконский предполагал видоизменить традиционный характер образования, усилив преподавание математики и физики, ввести начертательную геометрию, механику, основания химии, заменив этими предметами латинский и греческий языки. Однако было решено сохранить преподавание латыни, чтобы не лишать выпускников возможности поступать в университет и медико-хирургическую академию. Распоряжение Министерства народного просвещения об открытии Пятой гимназии в составе четырёх низших классов вышло 3 июля 1845 года.
Гимназия была подчинена директору училищ Санкт-Петербургской губернии Юлиану Михайловичу Ковалевскому; первым инспектором стал А. С. Воронов; преподавание математики было поручено А. Н. Беляеву (двое последних впоследствии были директорами гимназии: Воронов — в 1850—1856 гг.; Беляев — в 1860—1872 гг.); кроме того преподавали в гимназии законоучитель, три старших и два младших учителя.
В гимназию принимали детей с десяти лет, умевших читать и писать по-русски и знавших четыре правила арифметики. Обучение было платным, но «сироты и дети недостаточных родителей» от платы освобождались. По результатам испытаний, прошедших с 20 по 30 сентября 1845 года в гимназию было принято 76 учеников. Занятия в гимназии начались 2 октября 1845 года, а торжественный акт открытия прошёл 23 ноября.
Первоначально, помещения для гимназии были сняты в доме губернского секретаря Жеванова у Аларчина моста (Проспект Римского-Корсакова, д. 73) с 1 августа 1845 года на 5 лет, но уже в 1847 году здание было выкуплено. Классы занимали второй этаж трёхэтажного здания, а на первом этаже жили служители и находились две лавки.
Уже в первый год своего существования гимназия имела библиотеку, состоявшую из 209 томов, причём 143 тома были пожертвованы Императорским Вольным Экономическим Обществом.
В 1849 году гимназия стала шестиклассной, а через год — семиклассной; восьмой класс был добавлен в 1872 году.
В 1850 году были введены уроки танцев, в 1861 — гимнастика, в 1868 — греческий язык.
В 1868—1870 годах инспектором гимназии был И. И. Пискарев (назначенный в июле 1870 года директором вновь открытой Царскосельской гимназии); в 1870—1873 годах — Н. И. Раевский. В 1870 году сверхштатным учителем русского языка был принят В. И. Срезневский; в 1871 году начал преподавать древние языки стипендиат Министерства народного просвещения Г. С. Анненков. В 1872 году по болезни ушёл директор гимназии А. Н. Беляев, прослуживший в ней 27 лет: директором стал И. Ф. Шрамек.
В 1878—1880 годах по проекту академика архитектуры А. К. Бруни был построен двухэтажный корпус для квартир директора, инспектора и смотрителя — Английский проспект, д. 33. Вдоль двора, где размещался садик, появился флигель со спортзалом. Переделано было и главное здание — на фасаде появились новые детали, внутри здание было перепланировано, появилось водяное отопление и вентиляция.
После смерти И. Ф. Шрамека гимназией некоторое время руководил её инспектор П. Г. Белавин, с 1884 по 1905 год — М. М. Янко, а с 27 июня 1905 года — переведённый из Псковской гимназии, Н. А. Кусов.
В 1889 году за дополнительную плату начались уроки музыки. 1 апреля 1869 года в помещении гимназии открылись Аларчинские женские курсы.
В 1895 году число учащихся в гимназии достигло 529 человек.
С 9 августа 1908 года директором гимназии был назначен статский советник Константин Матвеевич Блумберг, а с 20 декабря 1914 года — действительный статский советник Александр Евгеньевич Белюгов.
Гимназия работала до 1918 года. В 1920-х годах в здании размещалась 48-я советская школа.

## Знаменитые выпускники
См. также: Выпускники Санкт-Петербургской 5-й гимназии
1852
- Николай Раевский

1854
- Михаил Авенариус
- Иван Новиков[8]

1855
- Гавриил Михайлов

1857
- Вильгельм Авенариус
- Пётр Полевой
- Дмитрий Борейша[9]

1860
- Владимир Кобыльский
- Николай Осокин

1861
- Карл Бодунген[10]

1862
- Евгений Вейденбаум
- Александр Крупский

1863
- Иван Бородин
- Егор Золотарёв
- Павел Котурницкий

1865
- Александр Баталин
- Христофор Гоби
- Степан Митусов
- Сергей Шидловский

1866
- Егор Анненков

1867
- Анатолий Половцов
- Оскар Трейлебен

1868
- Александр Гирс
- Николай Султанов

1870
- Александр Васильев (с золотой медалью)

1871
- Альберт Бенуа
- Владимир Шухов

1872
- Симон Венгеров
- Модест Галанин

1873
- Михаил Альбов

1874
- Андрей Марков

1875
- Виктор Мазаракий
- Исаак Соловейчик

1876
- Леонид Рутковский

1878
- Иван Холодняк (с золотой медалью)

1879
- Георгий Раух
- Тищенко, Вячеслав Евгеньевич

1880
- Дмитрий Соколов

1881
- Борис Глинский
- Михаил Клингенберг
- Алексей Храповицкий (с золотой медалью)

1885
- Георгий Надсон

1886
- Александр Тимофеев

1888
- Павел Богданов

1890
- Евгений Гибшман (с золотой медалью)

1892
- Альберт Чечотт

1893
- Пётр Гензель (с золотой медалью)
- Александр Гибшман (с серебряной медалью)
- Эраст Цытович (с серебряной медалью)

1894
- Дмитрий Гибшман (с золотой медалью)
- Генрих Чечотт

## Знаменитые преподаватели
- Дмитриев, Александр Дмитриевич — математика (1848—1862)
- Иваницкий, Николай Иванович — русский язык (1846—1852)
- Иванов, Константин Алексеевич — история (1881—1903)
- Закржевский, Каэтан Викентьевич — математика (1849—1889)
- Краевич, Константин Дмитриевич — физика и математика (1856—1872)
- Радонежский, Александр Анемподистович — древние языки (1862—1874)
- Рутковский, Леонид Васильевич — древние языки, русский язык и логика (1882—1886)
- Смирновский, Пётр Владимирович — русский язык и словесность (1881—1895)
- Снигиревский, Александр Васильевич — рисование (1880—?)
- Солярский, Павел Фёдорович — Закон Божий (1849—1854)
- Срезневский, Владимир Измайлович — русский язык (1870—1874)
- Тимаев, Виктор Матвеевич — история (1856—1862)
- Эвальд, Эдуард Фёдорович — русский язык и словесность (1857—1862)